# Giro podaljšana petstrana kupolarotunda
| Giro podaljšana petstrana kupolarotunda | Giro podaljšana petstrana kupolarotunda     |
| --------------------------------------- | ------------------------------------------- |
| Rhombohedron                            |                                             |
| Vrsta                                   | Johnsonovo telo J46-J47-J48                 |
| Stranske ploskve                        | 7x5 trikotnikov 5 kvadratov 2+5 petkotnikov |
| Robovi                                  | 80                                          |
| Oglišča                                 | 35                                          |
| Dualni polieder                         | -                                           |
| Konfiguracija oglišča                   | 5(3.4.5.4) 2.5(3.5.3.5) 2.5(34.4) 2.5(34.5) |
| Simetrijska grupa                       | C5                                          |
| Lastnosti                               | konveksna                                   |
| mreža telesa                            |                                             |

Giro podaljšana petstrana kupolarotunda je eno izmed Johnsonovih teles (J47). Kot že ime kaže, jo lahko dobimo tako, da podaljšamo petstrano kupolorotundo (J32 ali J33) s tem, da dodamo desetkotno antiprizmo med njeni dve polovici.
Giro podaljšana petstrana kupolarotunda je eno izmed Johnsonovih teles, ki so kiralna, ker imajo levo in desno obliko. Obe kiralni obliki telesa J47 se ne smatrata za različni Johnsonovi telesi.
V letu 1966 je Norman Johnson (rojen 1930) imenoval in opisal 92 teles, ki jih imenujemo Johnsonova telesa.